# يونس الأسطل
يونس محيي الدين الأسطل (1956 -) هو أحد أعلام الحركة الإسلامية والإخوان المسلمين في فلسطين وعضو المجلس التشريعي الفلسطيني عن قائمة التغيير والإصلاح التابعة لحركة المقاومة الإسلامية حماس ورئيس رابطة علماء فلسطين.

## حياته ونشأته
ولد في مدينة خان يونس بفلسطين عام 1956م، حصل على شهادة الماجستير والدكتوراه من كلية الشريعة بالجامعة الأردنية بعمان.

## المؤتمرات
شارك في عدة مؤتمرات فقهية أبرزها:
- مؤتمر المستجدات الفقهية في معاملات البنوك الإسلامية الذي عقد في الجامعة الأردنية عام 1994م
- مؤتمر تدريس العلوم الإسلامية في الجامعات بين الواقع والطموح الذي عقد بإشراف المعهد العالمي للفكر الإسلامي

## مسيرته
- عمل محاضرا في الجامعة الإسلامية بغزة، ثم عميدا لكلية الشريعة، ثم رئيسا للجنة الإفتاء بالجامعة.

له نشاطات فقهية واجتماعية وسياسية من أبرزها
- الكتابة في زاوية ثابتة بصحيفة الرسالة التي تصدر عن حركة حماس بغزة
- أمين صندوق لجنة زكاة الرحمة بخان يونس
- مؤسس ورئيس مدارس الهدى الإسلامية النموذجية
- أحد أعضاء التحكيم الشرعي بين الناس في غزة ورئيس مؤسسة عدالة للتحكيم بخانيونس
- له مشاركة في برامج قناة الأقصي الفضائية

## وصلات خارجية
- موقع رابطة علماء فلسطين